# Edgard Peeters
Edgardus Hendrik Maria Joseph (Edgard) Peeters (Bree, 30 september 1906 – Rekem, 23 september 1961) was een Belgisch (koor-)dirigent en componist.
Hij was zoon van musicus Jules Peeters en Maria Josephina Theresia Martens. Grootvader Joseph Gilbertus Peeters (1842-1898) was organist te Neerpelt. Oom Jozef Peeters had ook werkzaamheden in de muziek.
Zijn eerste muzieklessen kreeg hij van zijn vader, die organist en dirigent van een harmonieorkest was. Er volgden tijdens de seminarieperiode aanvullende lessen van J. Mahieu en Emiel Dethier op het gebied van harmonieleer en contrapunt, voor de rest leidde hij zichzelf op (autodidact). In 1931 werd hij tot priester gewijd en bekleedde vanaf dan de volgende functies:
- 1931-1942: leraar aan het Sint-Lambertuscollege in Herstal
- 1942-1952: kapelaan aan de Sint-Catharinakerk in Maaseik
- 1952-1953: leraar aan de Technische School in Lommel
- 1953-1959: pastoor bij de Sint-Alfonsiuskerk in Bommershoven
- 1959-1963: rector van Kinderdorp in Rekem.

Gedurende die functie stimuleerde hij de koorzang, bijvoorbeeld met het knapenkoor in Herstal en Maaseiker A Capella Koor, waarbij hij ook het zingen door meisjes en dames stimuleerde. Van het populaire genre moest hij niets hebben; hij was lid van de Équipe de la bonne chanson.
Zijn enkele werken bevinden zich op het vlak van de koormuziek waaronder Le méchant loup, La nuit en marche en de Kerstdrieluik. Verder zijn er enkele bewerkingen, liederen en toneelmuziek (Le Petit poucet en Le chat botté) bekend.
Hij werd begraven op de begraafplaats aan de Witte Torenstraat te Bree.